# María Rubio
María de Jesús Rubio Tejero (Tijuana, Baja California, 21 de septiembre de 1934-Ciudad de México, 1 de marzo de 2018) fue una actriz mexicana.

## Biografía
María Rubio fue hija única de María Tejero y Olayo Rubio, diplomático y empresario mexicano.
A los cuatro años de edad le fue detectada una afección cardíaca, engrandecimiento prematuro del corazón, por lo que no pudo asistir a la escuela hasta los 9 años, aprendió a leer y escribir en su casa. Estudió en colegios católicos.
Además sufrió las secuelas de la guerra civil española, cuando de niña acompañó a sus padres a España para visitar a sus abuelos maternos, quedaron varados durante 10 años en San Sebastián. 
A los 13 años de edad regresó a México con sus padres y comenzó estudios en el Colegio Oxford. Estudió danza y más adelante actuación en la Escuela de Artes Teatrales del Instituto Nacional de Bellas Artes. Debutó como actriz en el Teatro Fantástico de Cachirulo, Enrique Alonso le dio la primera oportunidad de trabajar en el medio, siendo su primera obra El portal de Belén en 1956. Luego trabajó en la televisión y el cine.
Se casó con el escritor, crítico y adaptador de telenovelas mexicano Luis Reyes de la Maza, con quien tuvo dos hijos, el director Claudio Reyes Rubio y Adriana. Estuvieron casados durante 40 años, pero el matrimonio terminó en divorcio. El 11 de noviembre de 2017, su hijo Claudio fallece en un accidente automovilístico.
Se le recuerda por su representación impecable de Catalina Creel en la telenovela Cuna de lobos de gran éxito en México e Hispanoamérica. Además, la revista People en Español, la puso como una de las diez mejores telenovelas. Le fue de tanta fama el personaje, que realizó una aparición en el programa XHDRBZ producido por Eugenio Derbez interpretando a la misma Catalina Creel pero en versión cómica. Catalina Creel ha sido figura en todo el mundo como la mejor villana de todos los tiempos.
En 2007 participa en la telenovela Amor sin maquillaje en conmemoración de los 50 años de la telenovela.
En 2008 tiene una participación estelar en la telenovela Querida enemiga compartiendo créditos con Ana Layevska y Carmen Becerra.
En 2011 trabajó en la telenovela Una familia con suerte compartiendo créditos con Arath de la Torre, Mayrin Villanueva, Daniela Castro y Sergio Sendel. Luego de su participación especial en este proyecto, anuncia su retiro definitivo de la actuación por cuestiones de salud.
Falleció el 1 de marzo de 2018 a la edad de 83 años.

## Filmografía

### Telenovelas
- Una familia con suerte (2011-2012) .... Inés de la Borbolla y Ruiz[9]
- Querida enemiga (2008) .... Hortensia Vallejo Vda. de Armendáriz
- Amor sin maquillaje (2007) .... Ella misma
- Las dos caras de Ana (2006-2007) .... Graciela Salgado Beristain
- ¡Vivan los niños! (2002) .... Sra. Arredondo
- Salomé (2001-2002) .... Lucrecia de Montesinos
- Laberintos de pasión (1999-2000)  .... Doña Ofelia Vda. de Miranda
- Amor gitano (1999)  .... Isolda
- Desencuentro (1997-1998)  .... Ella misma
- Amada enemiga (1997) .... Reinalda Proal
- No tengo madre (1997).... Mamá Sarita
- Imperio de cristal (1994-1995) .... Livia Arizmendi de Lombardo
- Cuna de lobos (1986-1987)  .... Catalina Creel Vda. de Larios
- Abandonada (1985)  .... Carolina
- Te amo (1984) .... Consuelo
- Tú eres mi destino (1984)  .... Úrsula
- El derecho de nacer (1981-1982)  .... Clemencia del Junco
- Colorina (1980-1981)  .... Ami
- Pasiones encendidas (1978-1979)  .... Lidia
- Rina (1977-1978)  .... Rafaela Miranda y Castro vda de Zubizarreta
- Mañana será otro día (1976-1977)  .... Olivia
- El milagro de vivir (1975-1976) .... Eva
- Ana del aire (1974) .... Vera
- Entre brumas (1973) .... Susan
- Muchacha italiana viene a casarse (1971-1973) .... Elena de Castro
- Las máscaras (1971) .... Ida Cruz
- La Constitución (1970) .... Luisa
- Lo que no fue (1969)
- Sin palabras (1969) .... Sara
- Lágrimas amargas (1967)
- Doña Macabra (1963)

### Series
- La rosa de Guadalupe (2008) .... Cristina (1 episodio)
- Mujer, casos de la vida real (2007) (Varios episodios)
- La hora pico (2007) .... Varios personajes (1 episodio)
- Vecinos (2006) .... Doña Socorro (Episodio: 76)
- Desde Gayola (2005) .... Tía Kika (Varios episodios, sketch: "Las menopausicas")
- XHDRBZ (2002) .... Cacalina Creel (Episodio: "Telenovela Una de lobos")
- Derbez en cuando (1998) .... Madre de Joséctor Gustavo (Episodio: "Telenovela Mari")
- Videoteatros (1993) .... Tila (Episodio: "Juegos fatuos")

### Películas
- Desdentado desde entonces (2005) (Cortometraje)
- Fuera de la ley (1998) .... Ana Contreras
- Traficantes de niños (1992)
- Con el amor no se juega (1991) .... Abuela
- Vivir o morir (1990) .... Tere
- Venganza diabólica (1990) .... Lizbeth
- Nadie te querrá como yo (1972) .... Madre superiora
- Intimidades de una secretaria (1971)
- La noche violenta (1970)
- El hijo de Huracán Ramírez (1966) .... "La Gringa"

### Teatro
- Las Arpías (2010)[10]
- El Huevo de Pascua (2006)[11]
- La casa de Bernarda Alba (2002)[12]

## Premios y nominaciones

### Premios TVyNovelas
| Año  | Categoría            | Telenovela           | Resultado |
| ---- | -------------------- | -------------------- | --------- |
| 2007 | Mejor primera actriz | Las dos caras de Ana | Nominada  |
| 1995 | Mejor villana        | Imperio de cristal   | Ganadora  |
| 1987 | Mejor villana        | Cuna de lobos        | Ganadora  |
| 1987 | Mejor primera actriz | Cuna de lobos        | Ganadora  |

### Premios ACE 2009
| Categoría                   | Telenovela      | Resultado |
| --------------------------- | --------------- | --------- |
| Mejor co-actuación femenina | Querida enemiga | Ganadora  |

### TV Adicto Golden Awards
| Año  | Categoría              | Telenovela           | Resultado |
| ---- | ---------------------- | -------------------- | --------- |
| 2006 | Mejor personaje maduro | Las dos caras de ana | Ganadora  |

- Presea Máxima Luminaria en la Plaza de las Estrellas. (2006)[15]